# Loi sur l'égalité effective des femmes et des hommes
Lire en ligne

(ca) LLEI 17/2015, del 21 de juliol, d'igualtat efectiva de dones i homes

La loi sur l'égalité effective des femmes et des hommes (en catalan Llei d'igualtat efectiva de dones i homes) est une loi adoptée par le Parlement de Catalogne, promulguée le 21 juin 2015. Elle prévoit des mesures pour garantir l'égalité des sexes dans les domaines politique, économique, social et culturel en Catalogne.
La loi est adoptée par le Parlement à l'unanimité le 8 juillet 2015. Elle est contestée par le gouvernement espagnol et suspendue par le Tribunal constitutionnel en mai 2016.

## Contexte

### Précédents
La loi organique pour l'égalité effective des femmes et des hommes (es), adoptée par les Cortes Generales d'Espagne en mars 2007, vise à lutter contre les inégalités de genre, notamment dans les domaines de l'emploi, de la représentation politique et de la lutte contre les discriminations.
Le deuxième gouvernement tripartite dirigé par José Montilla a souhaité doter la Catalogne d'une législation sur l'égalité des sexes à partir de 2007. Le projet de loi pour une nouvelle citoyenneté et pour l'égalité effective des femmes et des hommes (Projecte de llei per a una nova ciutadania i per a la igualtat efectiva de dones i homes) est élaboré en concertation avec les entités sociales représentatives des femmes, sous la direction de l'Institut Català de les Dones (ca). Il est déposé en septembre 2010, dans les derniers jours de la VIIIe législature,.
Sous la IXe législature, les trois formations membres de l'ancien gouvernement tripartite déposent une proposition de loi ayant le même objet. L'initiative est rejetée par le Parlement le 4 mai 2011.

### Situation politique
À la suite des élections au Parlement de Catalogne de 2012, les nationalistes de Convergence et Union (CiU) et la gauche indépendantiste d'Esquerra Republicana de Catalunya (ERC) ont conclu une alliance permettant l'investiture du deuxième gouvernement d'Artur Mas. Leur programme de gouvernement commun prévoit l'adoption de la loi sur l'égalité entre les hommes et les femmes.

## Adoption
La proposition de loi sur l'égalité effective des femmes et des hommes est conçue en 2013. La majorité parlementaire prévoit d'abord de présenter un projet de loi du gouvernement, avant de lui préférer une proposition de loi, présentée par les députés, pour associer les autres forces politiques à l'initiative.
La proposition de loi est rédigée par une commission conjointe et présentée par les groupes Convergence et Union (CiU), Esquerra Republicana de Catalunya (ERC), le Parti des socialistes de Catalogne (PSC), Iniciativa per Catalunya Verds - Esquerra Unida i Alternativa (ICV-EUiA) et la Candidature d'unité populaire (CUP). Elle est débattue par le Parlement en séance plénière le 5 mars 2015, en procédure d'urgence. Elle est approuvée par les cinq groupes proposants et Ciutadans (C's), avec l'opposition du seul Parti populaire catalan (PPC),.

Vote de la loi sur l'égalité effective des femmes et des hommes, 8 juillet 2015.
Pour : 122
Contre : 0
Abstention : 0

La proposition de loi est adoptée par le Parlement par 122 voix « pour » le 8 juillet 2015. La totalité des groupes politiques votent en faveur du texte, mais certains d'entre eux s'opposent à certaines de ses dispositions. Ciutadans (C's) s'oppose aux quotas par sexe, tandis que le Parti populaire catalan (PPC) et l'Union démocratique de Catalogne (UDC) votent contre la reconnaissance du droit à l'avortement. Convergència et Unió votent de façon différente sur certains articles pour la première fois depuis la rupture de CiU le 18 juin précédent. La loi est promulguée le 21 juillet et publiée le 23 juillet.

## Contenu
La loi sur l'égalité effective des femmes et des hommes vise à garantir le respect du principe d'égalité des sexes par une législation spécifique couvrant l'ensemble des secteurs de la société qui relèvent de la compétence de la Généralité.
Dans l'administration publique, la loi prévoit une obligation de parité dans les organes collégiaux de l'administration. Elle crée un mécanisme de clauses sociales permettant de favoriser les entreprises dotées de plans d'action en faveur de l'égalité des sexes dans l'attribution de contrats publics et de subventions. Elle institue une distinction d'excellence entrepreneuriale en matière d'égalité et crée un Observatoire de l'égalité des genres au sein de l'Institut Català de les Dones (ca). Elle prévoit également un mécanisme de collaboration entre les autorités judiciaires, le ministère public et le Síndic de Greuges (ca) pour agir en matière de discriminations, d'exploitation et de violences contre les femmes.
Dans la vie sociale, elle interdit la commercialisation de jeux et jouets à caractère sexiste, portant atteinte à la dignité des femmes ou incitant à la violence, ainsi que les activités culturelles discriminatoires envers les femmes dans l'espace public.
Dans les médias, elle prohibe les contenus sexistes qui « justifient ou banalisent la violence envers les femmes ou incitent à la pratiquer » et favorise la parité.
Dans les entreprises, elle prévoit la promotion des initiatives entrepreneuriales féminines, et contraint les entreprises à adopter des plans favorisant l'accès des femmes à des emplois stables et de qualité, et des mesures de prévention contre le harcèlement sexuel.
En matière d'éducation et de santé, elle prévoit l'inclusion dans les programmes éducatifs de « contenus relatifs à la santé affective, sexuelle et reproductive » et garantit l'accès des femmes à la contraception et à l'avortement.

## Recours devant le Tribunal constitutionnel
Le gouvernement espagnol en fonctions décide le 22 avril 2016 d'exercer un recours devant le Tribunal constitutionnel contre la loi sur l'égalité effective des femmes et des hommes, ainsi que la loi sur l'impôt sur les logements vides et la loi sur les gouvernements locaux, au motif qu'elles empiètent sur les compétences de l'État central.
Le Tribunal constitutionnel admet la recevabilité du recours et suspend la loi le 3 mai 2016.